# Sommer-Paralympics 1996
Die X. Sommer-Paralympics fanden vom 16. August bis 25. August 1996 in Atlanta statt.
Es wurden 508 Wettbewerbe ausgetragen, die sich auf 20 Sportarten verteilten. In 17 dieser 20 Sportarten wurden vom Internationalen Olympischen Komitee (IOC) Medaillen vergeben. 
Zum ersten Mal nahmen geistig behinderte Athleten zusammen mit Athleten mit Rückenmarkbeeinträchtigungen, zerebralen Lähmungen, Amputierungen und Sichtbeeinträchtigungen teil.
Unterstützt wurden die Spiele von etwa 12.000 ehrenamtlichen Helfern. Trotz allem gerieten diese Paralympics zu einer Blamage für die Ausrichter, denn die Organisatoren in Atlanta ließen nach den Olympischen Sommerspielen die Einrichtungen bereits abbauen, so dass die Paralympics quasi in Ruinen stattfanden.

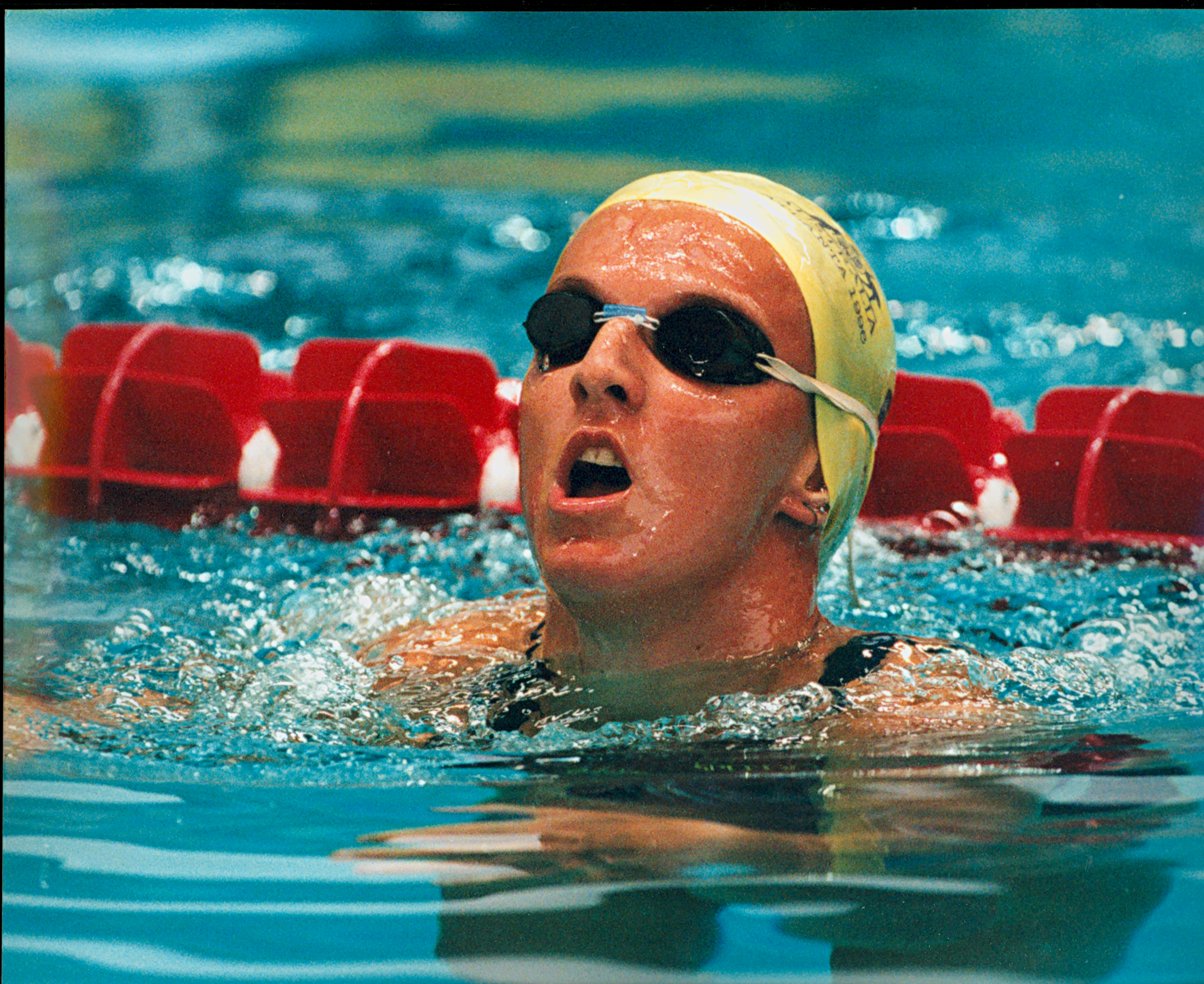

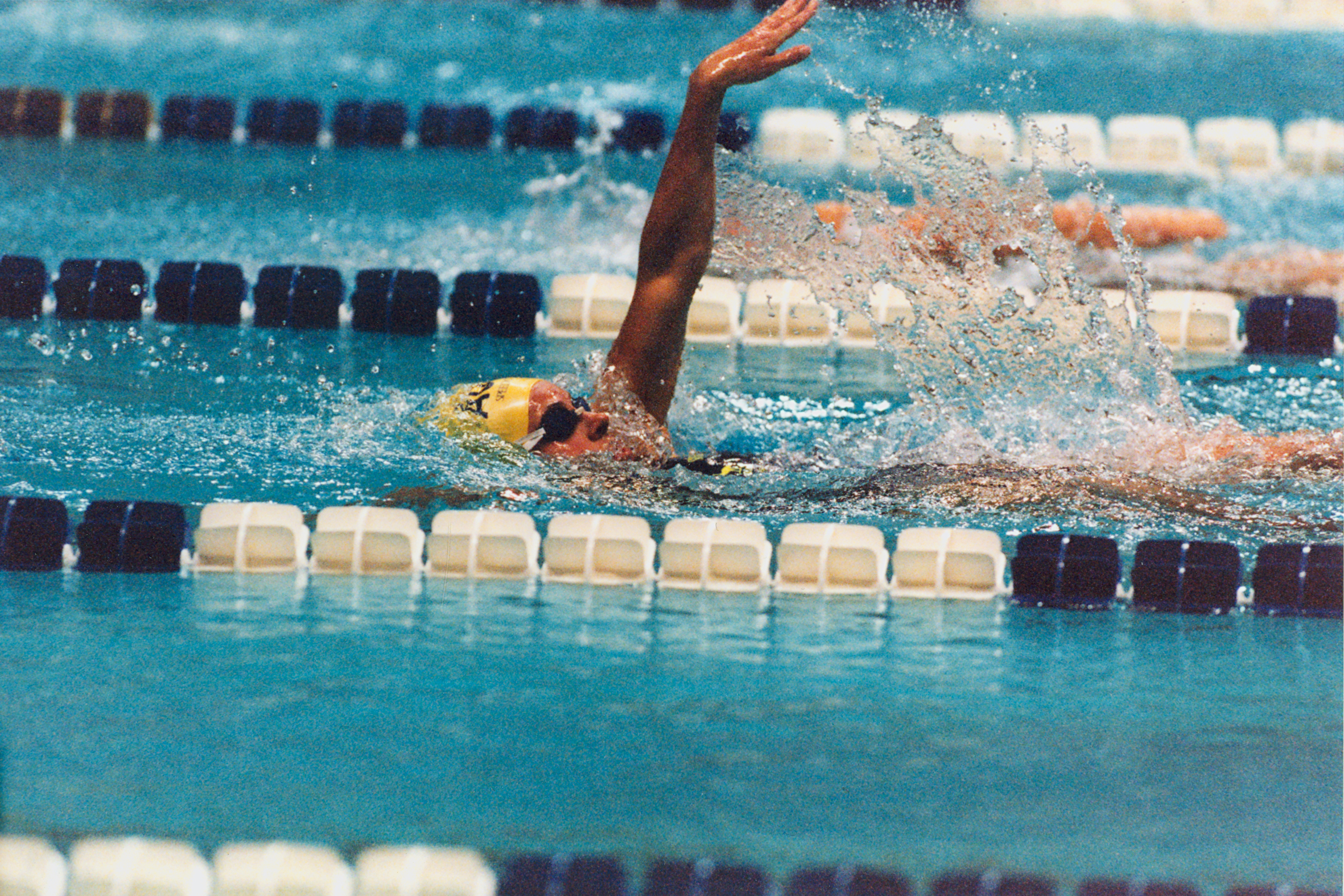

## Teilnehmende Nationen
Die folgenden 104 Nationen nahmen an den Paralympics 1996 teil:
| - Afghanistan - Ägypten - Algerien - Angola - Argentinien - Armenien - Aserbaidschan - Australien - Bahrain - Belgien - Bermuda - Bosnien und Herzegowina - Brasilien - Bulgarien - Burkina Faso - Chile - Volksrepublik China - Chinesisch Taipeh - Dänemark - Deutschland - Dominikanische Republik - Ecuador - Elfenbeinküste - Estland - Färöer - Fidschi - Finnland - Frankreich - Griechenland - Honduras - Hongkong - Indien - Indonesien - Irak - Iran | - Irland - Island - Israel - Italien - Jamaika - Japan - Jordanien - BR Jugoslawien - Kanada - Kasachstan - Katar - Kenia - Kirgisistan - Kroatien - Kuba - Kuwait - Kolumbien - Lettland - Libyen - Litauen - Luxemburg - Macau - Malaysia - Mauritius - Mazedonien - Marokko - Moldau - Mexiko - Neuseeland - Niederlande - Nigeria - Norwegen - Österreich - Oman - Pakistan | - Panama - Peru - Polen - Portugal - Puerto Rico - Rumänien - Russland - Sambia - Saudi-Arabien - Schweden - Schweiz - Sierra Leone - Simbabwe - Singapur - Slowakei - Slowenien - Südkorea - Südafrika - Spanien - Sri Lanka - Syrien - Thailand - Tschechien - Tunesien - Uganda - Ukraine - Ungarn - Uruguay - Venezuela - Belarus - Vereinigte Arabische Emirate - Vereinigte Staaten - Vereinigtes Königreich - Zypern |

## Sportarten

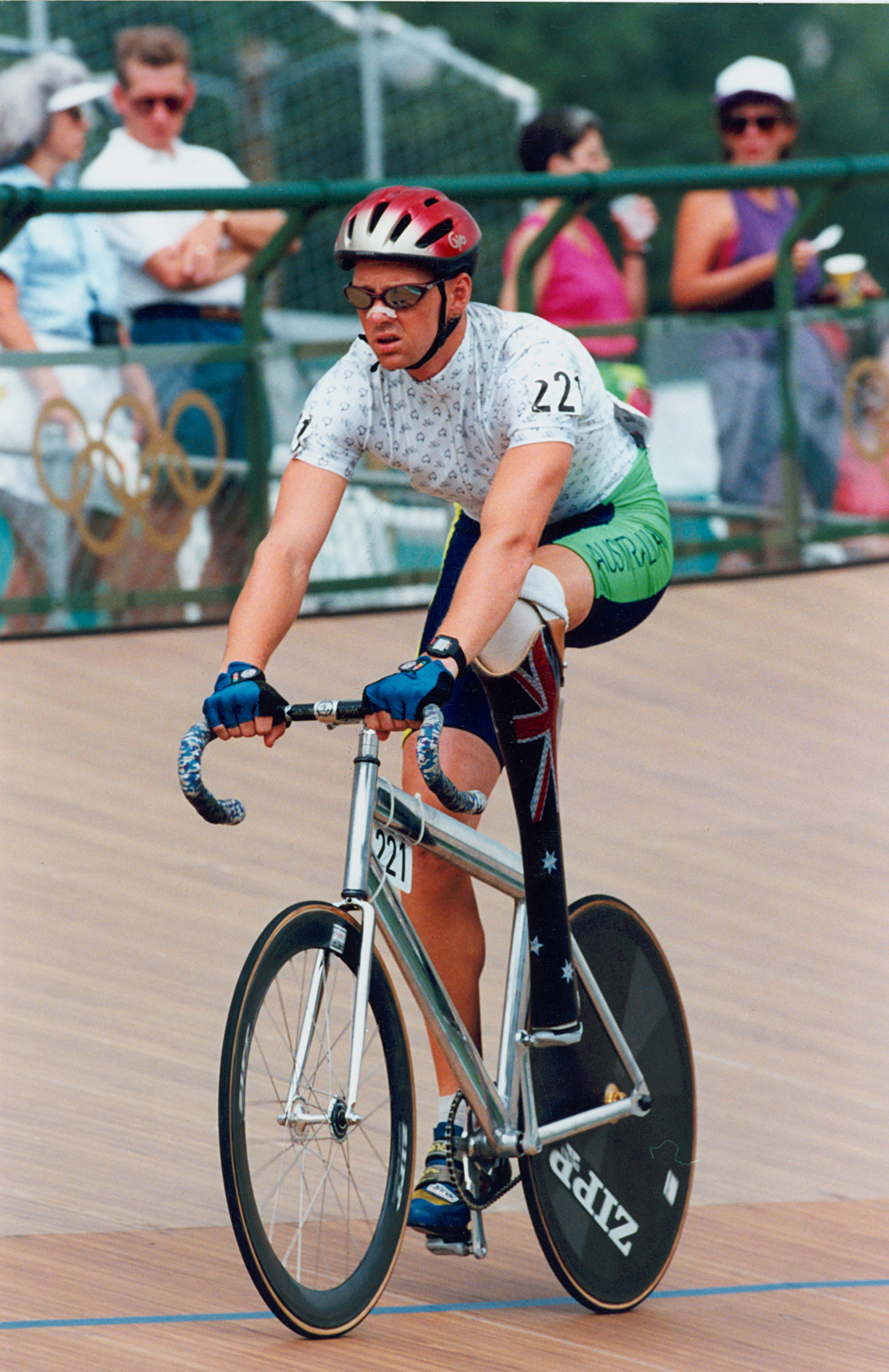
Radsport

In 17 der folgenden Sportarten wurden Medaillen vergeben. Als Demonstrationssportart standen Racquetball, Rollstuhlrugby und Segeln außerhalb der Wertung.
- Boccia
- Bogenschießen
- 7er-Fußball
- Goalball
- Judo
- Lawn Bowling
- Leichtathletik
- Powerlifting
- Racquetball (Demonstrationssportart)
- Radsport
- Reiten
- Rollstuhlbasketball
- Rollstuhlfechten
- Rollstuhlrugby (Demonstrationssportart)
- Rollstuhltennis
- Schießen
- Schwimmen
- Segeln (Demonstrationssportart)
- Tischtennis
- Volleyball

## Herausragende Sportler
Die Australierin Louise Sauvage beherrschte die Rollstuhlläufe der Frauen und bekam Gold im 400-m-, im 800-m-, im 1500-m- und im 5000-m-Lauf.

## Galerie

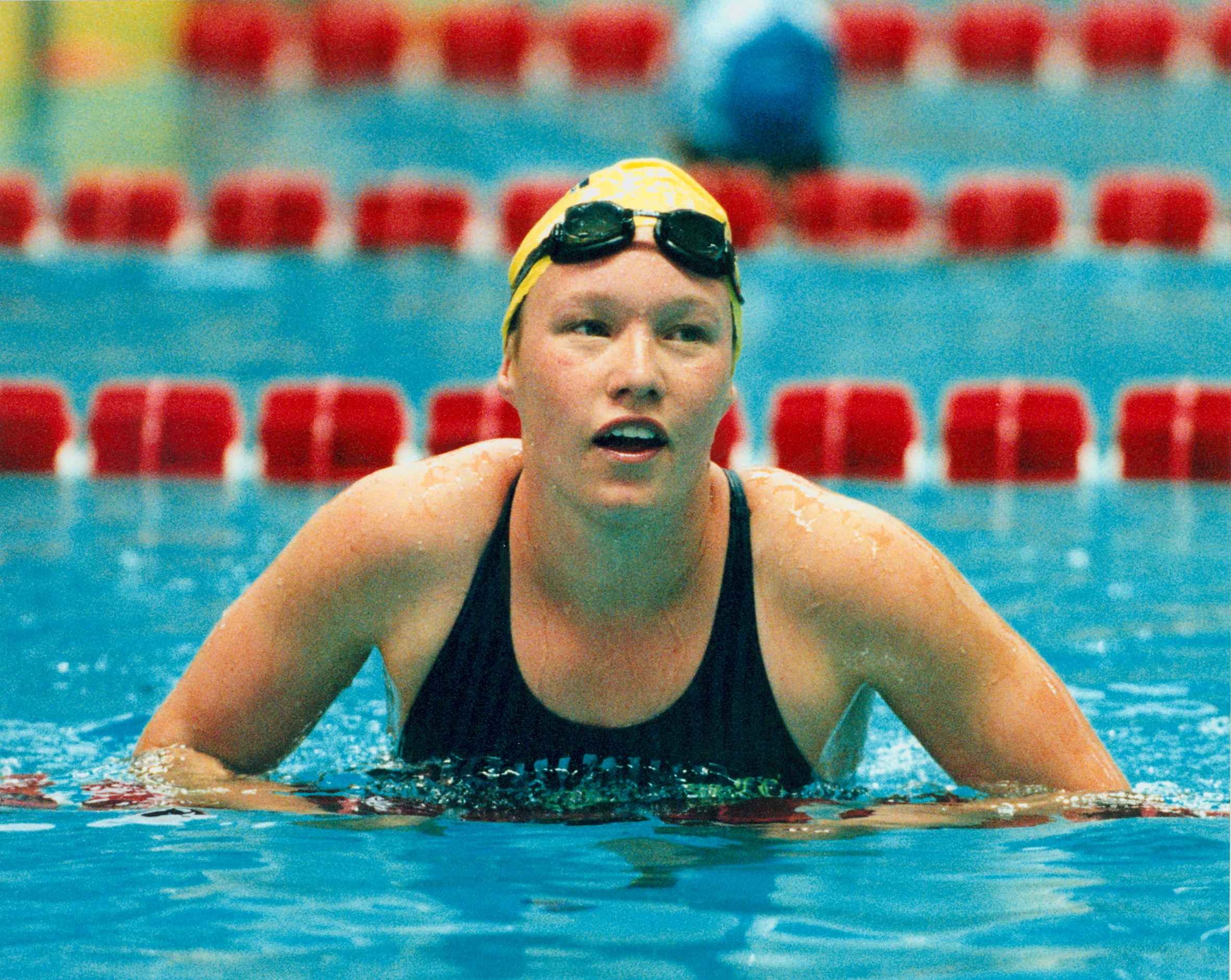
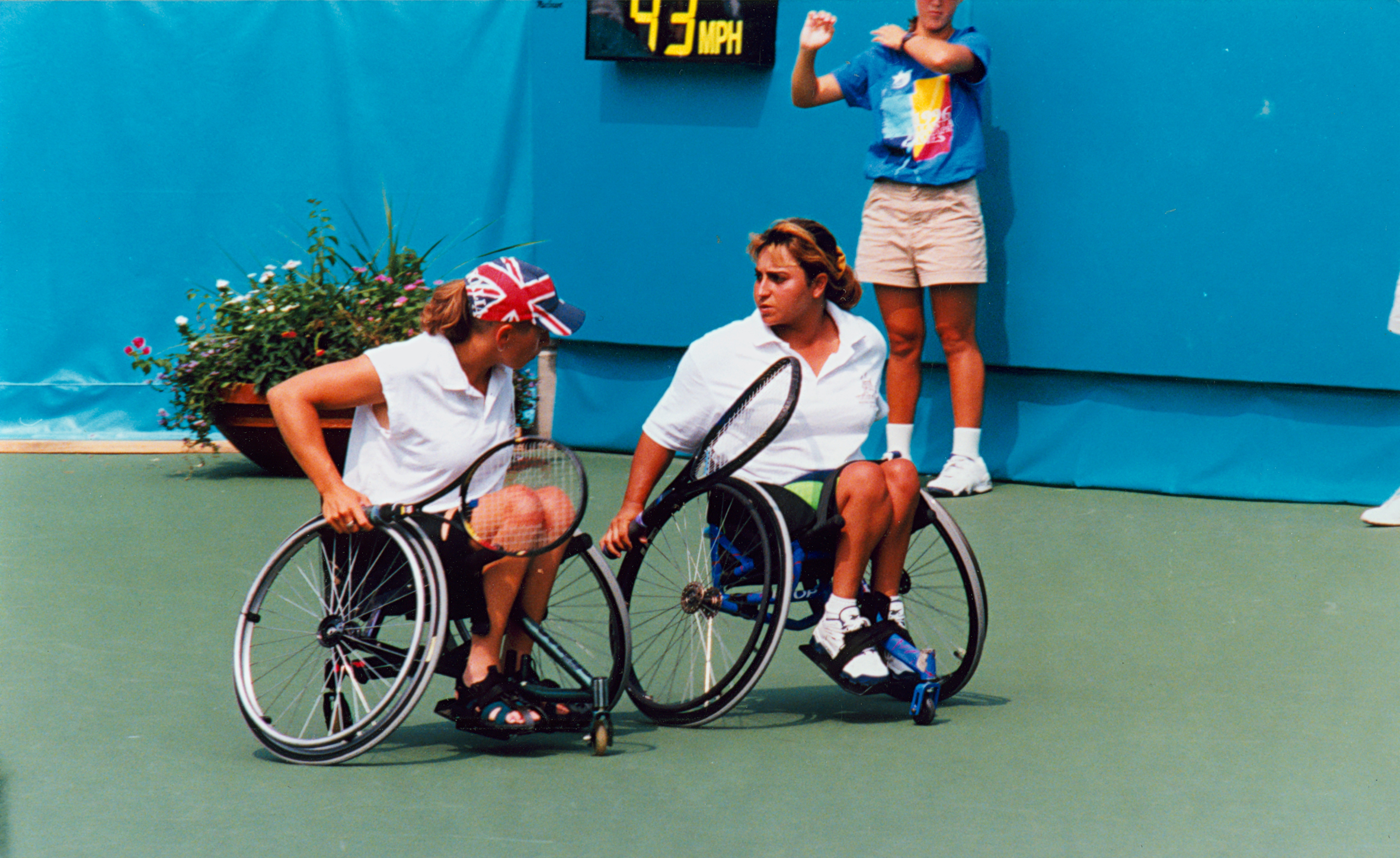
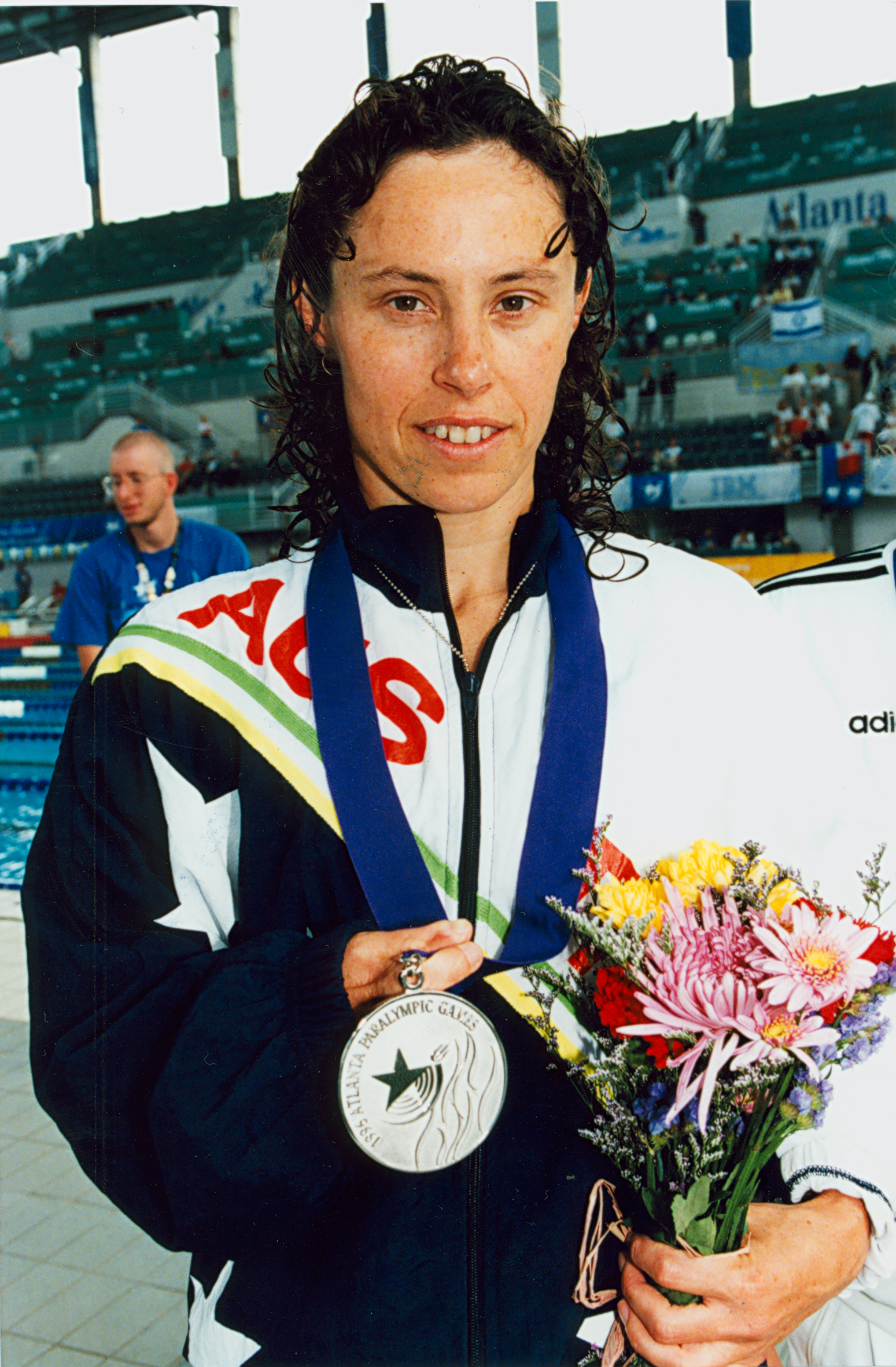
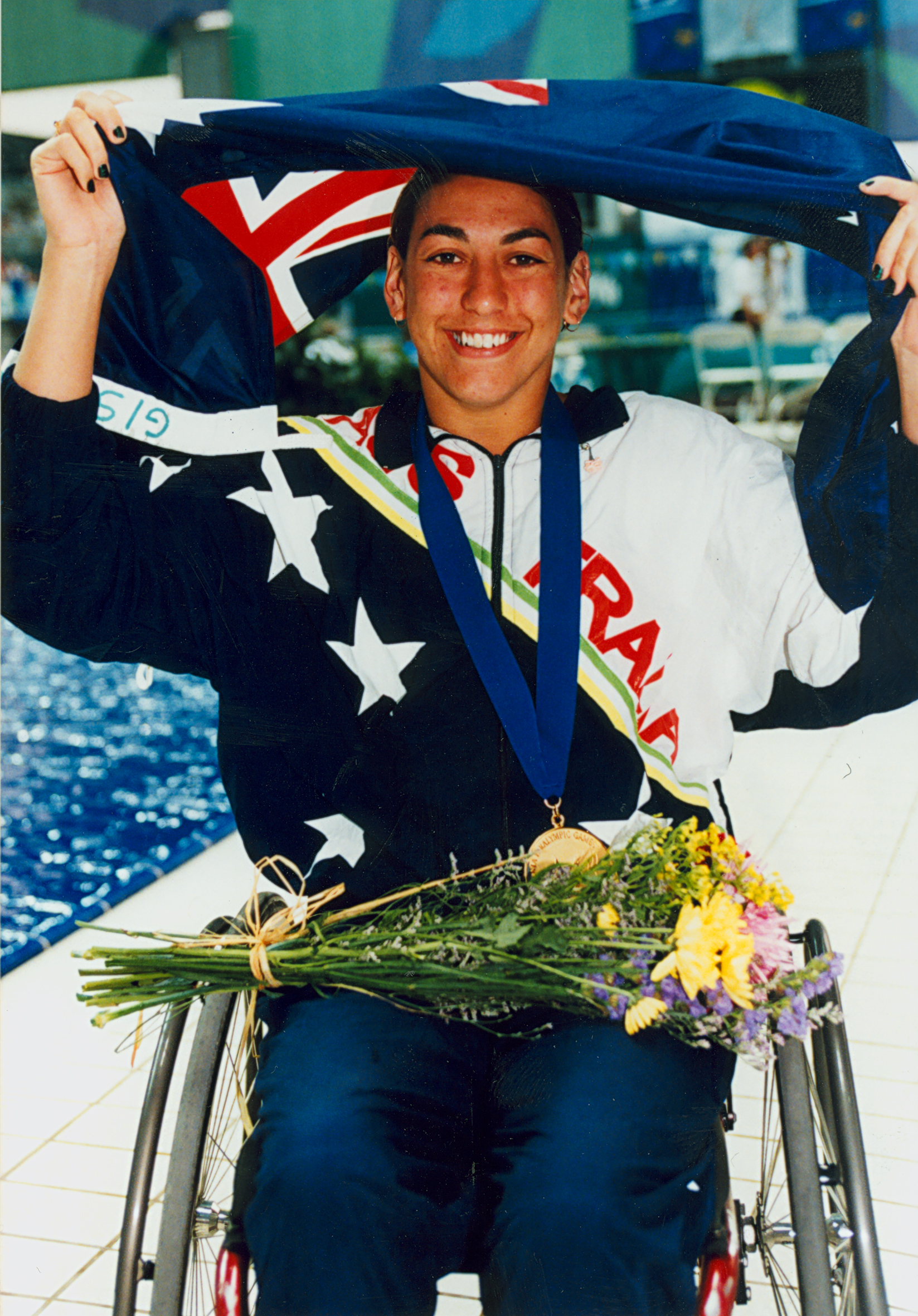
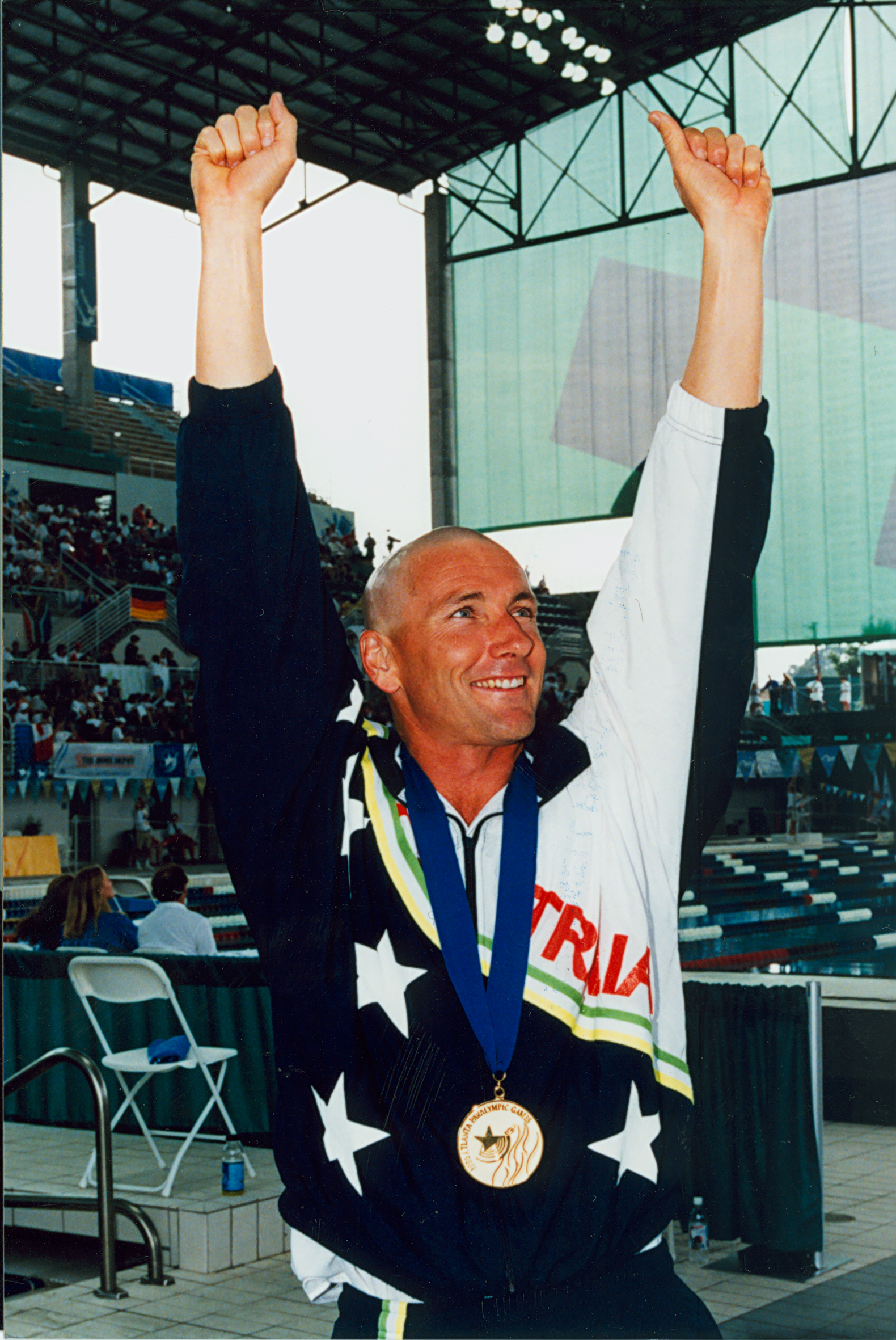
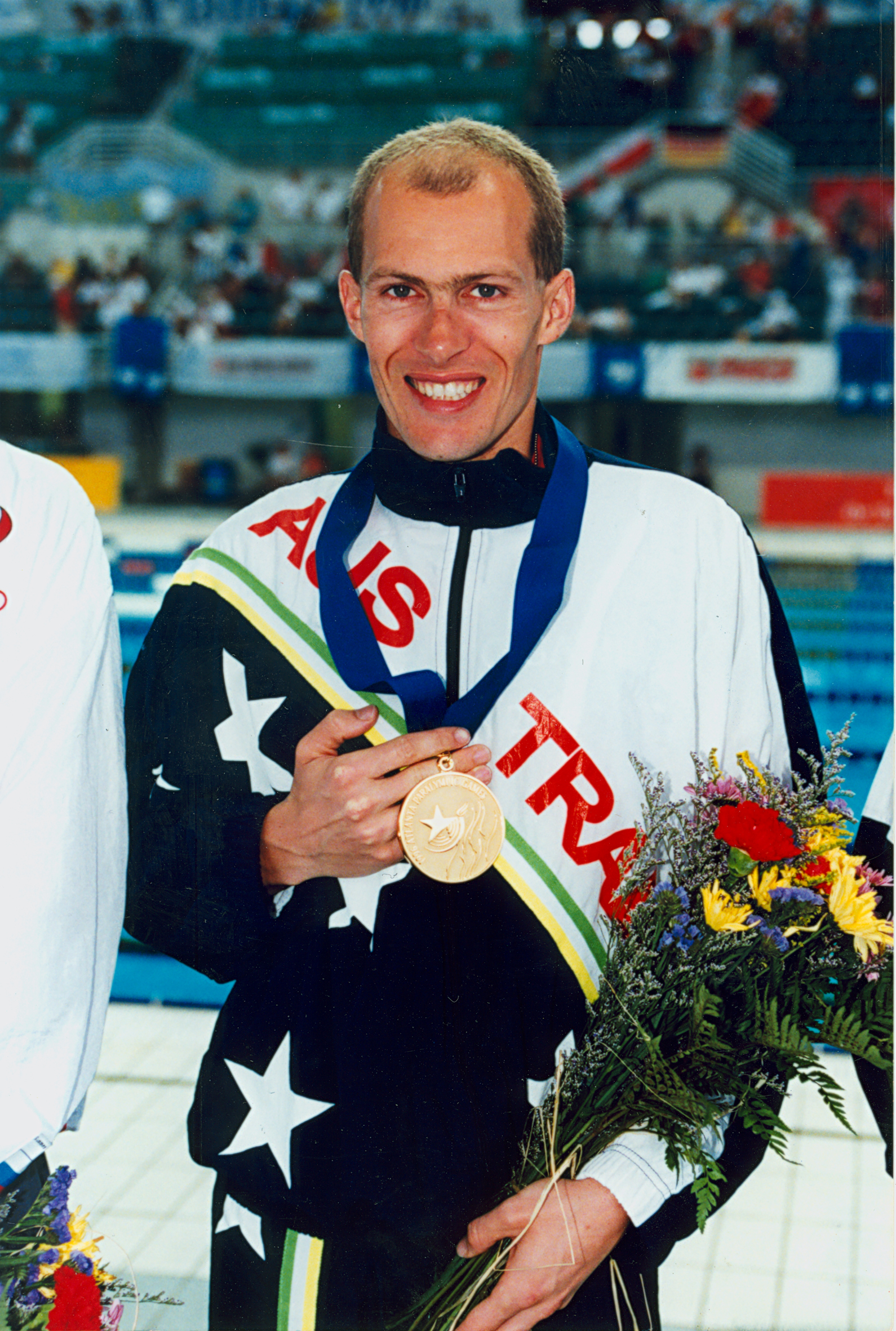